# Ola Aina
Temitayo Olufisayo Olaoluwa Aina (* 8. října 1996 Londýn) je nigerijský profesionální fotbalista, který hraje na pozici krajního obránce za anglický klub Nottingham Forest FC a za nigerijský národní tým.
Odchovanec Chelsea odehrál za její A-tým jen 3 ligové utkání, následně odešel na hostování do Hullu City a do italského Turína, kam v roce 2019 přestoupil na trvalo. Na britské ostrovy se vrátil v sezóně 2020/21, kdy hostoval v prvoligovém Fulhamu.

## Klubová kariéra

### Chelsea
Aina začal svoji kariéru ve výběru Chelsea do jedenácti let. S akademií Chelsea vyhrál v sezóně 2013/14 FA Youth Cup a o rok později tento triumf zopakoval. V sezóně 2014/15 s výběrem do 19 let vyhrál Juniorskou ligu UEFA. Chelsea se stala tak historicky druhým týmem, který tuto soutěž vyhrál. 

Po sezóně 2014/15 se připojil k prvnímu týmu na turné po Thajsku a Austrálii.

## Reprezentační kariéra
Ola Aina reprezentoval Anglii ve výběrech do 16, 17, 18 a 19 let. Za anglickou fotbalovou reprezentaci do 20 let debutoval 5. září 2015 v přátelském zápase proti České republice (výhra 5:0, 46 minut).